# The FEAST/ザ・フィースト
『The FEAST/ザ・フィースト』（原題：Feast）は、2006年のアメリカ映画。

## 概要
ジョン・ギャラガーの監督デビュー作となるモンスターと生存者との死闘を描いたコメディホラー映画。プロジェクト・グリーンライトの第3シーズンから誕生した。
随所にホラー映画のお約束というべき演出が盛り込まれているが、それを裏切る展開が連続する。

## ストーリー
テキサス州の荒野にあるバーは、いつものように常連客であふれていた。そこへ突然ショットガンを持った男が現れ、店を封鎖するように命じた。その男は正体不明の怪物に襲われて命からがら逃げてきたのだった。

## キャスト
※括弧内は日本語吹替
- マヌケ：バルサザール・ゲティ（村治学）
- コーチ：ヘンリー・ロリンズ（奥田啓人）
- ヒロイン：ナヴィ・ラワット（深水由美）
- ビール男：ジュダ・フリードランダー
- ホット・ホイール：ジョシュ・ザッカーマン（英語版）
- ジェイソン：ジェイソン・ミューズ
- ハニーパイ：ジェニー・ウェイド（英語版）
- タフィー：クリスタ・アレン（英語版）（岡寛恵）
- バーテン：クルー・ギャラガー
- ヒーロー：エリック・デイン（小山力也）
- ボス：デュエイン・ウィテカー（英語版）
- ハーレー・ママ：ダイアン・ゴールドナー（英語版）
- コーディー：タイラー・パトリック・ジョーンズ

## スタッフ
- 製作総指揮：ベン・アフレック、マット・デイモン、クリス・ムーア、ウェス・クレイヴン、ボブ・ワインスタイン、ハーヴェイ・ワインスタイン、エイドリアン・メイルーフ、コリーン・メイルーフ、ギャヴィン・メイルーフ、ジョージ・メイルーフ、ジョー・メイルーフ、フィル・メイルーフ
- 製作：マイケル・リーイ、ジョエル・ソワソン
- 監督：ジョン・ギャラガー
- 脚本：マーカス・ダンスタン、パトリック・メルトン
- 撮影：トーマス・L・キャラウェイ
- 美術：クラーク・ハンター
- 音楽：スティーブン・エドワーズ
- 衣装：ジュリア・バーソロミュー
- 特撮：ケヴィン・パイク、ジャミソン・スコット・ゴエイ、ケヴィン・オニール

## 登場する怪物たち
パパ＆ママ・ビースト
チャイルド・ビースト
ベビー・ビースト